# 1506 Xosa
1506 Xosa eller 1939 JC är en asteroid i huvudbältet som upptäcktes 15 maj 1939 av den sydafrikanske astronomen Cyril V. Jackson i Johannesburg. Det har fått sitt namn efter folkgruppen Xhosa.
Asteroiden har en diameter på ungefär 13 kilometer.